# Kudurru
Kudurru je bil dokument, napisan na kamnu, ki se je v kasitskem obdobju Babilonije  od 16. do 12. stoletja pr. n. št. uporabljal kot mejnik in dokument o podelitvi zemlje vazalom. 
Beseda kudurru je akadska in pomeni mejo med državama ali posestma. Izraz je primerljiv s hebrejskim גדר gader, ograja, meja in arabskim  جدر džadr, جدار džidar, zid. Kudurrusi so edine ohranjene umetnine iz babilonskega kasitskega obdobja. Hranijo se v Louvru, Britanskem muzeju in Narodnem muzeju Iraka.
Kudurru je bil nekakšna odločba, s katero je vladar podelil zemljo svojim vazalom. Izvirni kudurruji so se prvotno hranili v svetiščih, novi lastnik pa je dobil glinasto kopijo, ki jo je uporabljal kot mejnik in potrdilo o zakonitem lastništvu.
Kudurruji so lahko vsebovali simbolične podobe božanstev, ki so varovala pogodbo in izrekla božansko prekletstvo tistemu, ki bi prekršil pogodbo. Na nekaterih kudurrujih so upodobljeni tudi vladarji, ki so podelili zemljo. Zaradi veliko podob in besedila so bili kudurruji vgravirani na velikih kamnitih ploščah.